# مقدمة غريبة
الغريبة هي المقدمة التي لا تكون مذكورة في القياس، لا بالفعل ولا بالقوة؛ كما إذا قلنا ‍أ‍‍ مساو ل‍ب‍‍ و‍ب‍‍ مساو ل‍ج‍‍ ينتج ‍أ‍‍ مساو ل‍ج‍‍ بواسطة مقدمة غريبة وهي كل مساو لشيء مساو لذلك الشيء.